# Petra Hinze (Schauspielerin)
Petra Hinze (* 5. Juni 1942 in Frankfurt (Oder)) ist eine deutsche Schauspielerin.

## Leben
Petra Hinzes Vater ist der Schauspieler Heinz Hinze.
Sie wuchs in Berlin auf und studierte an der Hochschule für Schauspielkunst „Ernst Busch“ in Berlin. Sie hatte Engagements am Theater Wittenberg, in Karl-Marx-Stadt und dem Theater 89. Außerdem war sie langjähriges Mitglied des Schauspielensembles des Deutschen Fernsehfunks und lehrte an der Hochschule für Schauspielkunst „Ernst Busch“. Neben ihrer Theaterarbeit war sie von 1964 bis 2010 auch als Film- und Fernsehschauspielerin für die DEFA und das Fernsehen der DDR aktiv, wo sie u. a. 1976 die gute Fee in dem Märchenfilm Aschenbrödel nach der gleichnamigen Vorlage des russischen Schriftstellers Jewgeni Lwowitsch Schwarz spielte.
Ihr Sohn Felix Kramer ist ebenfalls Schauspieler.

## Filmografie (Auswahl)
- 1966: Columbus 64 (TV)
- 1969/1977: Die seltsame Reise des Alois Fingerlein (Theateraufzeichnung)
- 1970: He, Du!
- 1971: Polizeiruf 110: Der Fall Lisa Murnau (TV-Reihe)
- 1971: Zeit der Störche
- 1972: Aller Liebe Anfang (Fernsehfilm)
- 1974: Das Schilfrohr (Fernsehfilm)
- 1974: Rückkehr als Toter (Fernsehfilm)
- 1974: Zum Beispiel Josef
- 1976: Frau Jenny Treibel (Fernsehfilm)
- 1976: Aschenbrödel
- 1977: Polizeiruf 110: Kollision (TV-Reihe)
- 1977: Die unverbesserliche Barbara
- 1977: Brandstellen
- 1978: Des kleinen Lokführers große Fahrt
- 1979: Der Staatsanwalt hat das Wort: Doppelte Buchführung
- 1979: Der Staatsanwalt hat das Wort: Zur Feier des Tages
- 1980: Unser Mann ist König (TV-Serie)
- 1981: Kippenberg (Fernsehfilm)
- 1982: Melanie van der Straaten (Fernsehfilm)
- 1982: Csak semmi pánik (ungarischer Film)
- 1983: Schwierig sich zu verloben
- 1984: Der Staatsanwalt hat das Wort: Ein Kartenhaus
- 1984: Der Staatsanwalt hat das Wort: Versuchung
- 1984: Polizeiruf 110: Schwere Jahre (1. Teil) (TV-Reihe)
- 1984: Polizeiruf 110: Schwere Jahre (2. Teil) (TV-Reihe)
- 1986: Polizeiruf 110: Gier (TV-Reihe)
- 1987: Fridolin (7-teilige Serie)
- 1988: Polizeiruf 110: Der Mann im Baum (TV-Reihe)
- 1989: Polizeiruf 110: Der Fund (TV-Reihe)
- 1989: Die Beteiligten
- 1990: Die Sprungdeckeluhr
- 1990: Polizeiruf 110: Warum ich … (TV-Reihe)
- 1992: Alles Lüge
- 1993: Nicht von schlechten Eltern
- 1996: Berlin – Moskau
- 1999: Das Mädchen aus der Torte
- 2001: Tatort: Tot bist Du! (TV-Reihe)
- 2002: Gefährliche Nähe und du ahnst nichts
- 2004: Tatort: Eine Leiche zu viel

## Hörspiele
- 1970: William Shakespeare: Othello (Desdemona) – Regie: Gert Andreae (Hörspiel – Rundfunk der DDR)
- 1970: Will Lipatow: Viktoria und die Fischer (Natalja) – Regie: Theodor Popp (Hörspiel – Rundfunk der DDR)
- 1970: Helga Pfaff: Die Schildbürger (Susann) – Regie: Horst Liepach (Kinderhörspiel – Rundfunk der DDR)
- 1973: Bertolt Brecht: Leben des Galilei (Virginia) – Regie: Fritz Göhler (Hörspiel – Rundfunk der DDR)
- 1973: Joachim Witte: Die Arnsroder Schlacht (Lore) – Regie: Joachim Gürtner (Hörspielreihe: Neumann, zweimal klingeln – Rundfunk der DDR)
- 1973: Gotthold Gloger: Der Mann mit dem Goldhelm (Hendrikje) – Regie: Renate Thormelen (Kinderhörspiel – Rundfunk der DDR)
- 1974: Joachim Witte: Alle Jahre wieder (Klüter) – Regie: Joachim Gürtner (Hörspielreihe: Neumann, zweimal klingeln – Rundfunk der DDR)
- 1974: Joachim Walther: Randbewohner – Regie: Werner Grunow (Hörspiel – Rundfunk der DDR)
- 1975: Joachim Herz-Glombitza: Die Kulturkanone (Lore) – Regie: Joachim Gürtner (Hörspielreihe: Neumann, zweimal klingeln – Rundfunk der DDR)
- 1976: Adolf Glaßbrenner: Antigone in Berlin (Schauspieler in der Antigone-Aufführung) – Regie: Werner Grunow (Hörspiel (Kunstkopf) – Rundfunk der DDR)
- 1979: Brigitte Martin: Ermutigung 79 (Mutter des Jungen) – Regie: Hannelore Solter (Hörspiel – Rundfunk der DDR)
- 1988: Christoph Wielepp: Der Klipperbixstein (Frau) – Regie: Manfred Täubert (Kinderhörspiel/Kurzhörspiel – Rundfunk der DDR)
- 1998: Peter Steinbach: Warum ist es am Rhein so schön…(Frau Fasche) – Regie: Hans Gerd Krogmann (Hörspiel – WDR/DLR)
- 1998: Michail Bulgakow: Der Meister und Margarita – Regie: Petra Meyenburg (Hörspiel (30 Teile) – MDR)

## Hörbücher
- Lene Voigt: De Säk’sche Lorelei (= Lene Voigt – Balladen 1). Petra Hinze liest Lene Voigt. Unterlauf & Zschiedrich Hörbuchverlag, Berlin 2006, ISBN 3-934384-30-7.